# 韋僑科技
韋僑科技股份有限公司（英語名：Securitag Assembly Group, 略称：SAG）は、台湾の主要なRFIDタグ（RFID TAG）メーカーの一つである。特にISOカード（ICカード）では、台湾屈指の技術を持つ。2001年に世界初のスマートディスク（Smart Disc）を開発、製造している。

## 沿革
- 1999年 台中県太平市に設立。
- 2001年 Philips Mifare Arsenal認証取得。
- 2001年 ISO 9001:2000認証取得。
- 2001年 Legic 認証取得。
- 2001年 世界初のスマートディスクを製造、提供。
- 2004年 本社および工場を台中県大里工業区に移転。
- 2004年 ソニー認証取得、ソニー唯一の海外ICタグメーカーになる。

## 製品
非接触ICカード (Contactless Smart Card / Proximity　Card)
PVC ISOカード，ダブル周波数カード (Dual Frequency Card)，高温PETG非接触ICカード (High Vicat PETG Proximity Card)等。
キーホルダー型ICタグ (RFID Keyfob Tag)
Water Drop Keyfob Tag、Tumbler Keyfob Tag、Arch Keyfob Tag、Epoxy Keyfob Tag、Pear Keyfob Tag等。
ICタグ
Clear Disc Tag、Mount-on-Metal Tag、GF Disc Tag/Animal Tag、Disc Patch Tag、 Stick Tag等。
ラベル型ICタグ
Tamper Proof Label、 CD/DVD Label等
スマートディスク記録用ディスクへのICタグの埋め込みを実現した製品。日本、台湾、中国、ドイツ、フランスの特許権を所有。